# Prapłetwcowate
Prapłetwcowate (Protopteridae) – rodzina słodkowodnych ryb rogozębokształtnych (Ceratodontiformes).

## Występowanie
Prapłetwce zasiedlają słodkie wody Afryki, przebywając w płytkich miejscach bagna, mokradła rzek i jezior (np. Jezioro Wiktorii).

## Charakterystyka
Charakteryzują się średnio wydłużonym ciałem oraz obecnością sześciu łuków skrzelowych i pięciu szczelin skrzelowych. Największe osobniki dorastają do 180 cm długości ciała. Mogą żyć bez wody przez wiele miesięcy, w niesprzyjających warunkach zapadają w stan estywacji. Są mięsożerne, zjadają skorupiaki, larwy owadów wodnych i mięczaki.

## Klasyfikacja
Do rodziny zaliczany jest tylko jeden rodzaj:
Protopterus